# (29147) 1988 GG
1988 جي جي (ويعرف أيضًا باسم (29147) 1988 جي جي وفق تسمية الكوكب الصغير) (بالإنجليزية: 1988 GG)‏ هو كويكب ضمن حزام الكويكبات؛ وترتيبه 29147 من حيث الاكتشاف.
اكتُشف هذا الجُرم الفلكي بواسطة هيروشي كانيدا في 11 أبريل 1988.

## وصلات خارجية
- (29147) 1988 GG في قاعدة بيانات مختبر الدفع النفاث لأجرام النظام الشمسي الصغيرة

- الاكتشاف · مخطط المدار ·  العناصر المدارية · المعلمات المادية

- (29147) 1988 GG على موقع ويكي سكاي: DSS2, SDSS, GALEX, IRAS, Hydrogen α, X-Ray, Astrophoto, Sky Map, Articles and images